# Jean-François Jalkh
Pour les articles homonymes, voir Jalkh.
Jean-François Jalkh, né le 23 mai 1957 à Tournan-en-Brie (Seine-et-Marne), est un homme politique français.
Membre depuis 1974 du Front national (FN), il en est successivement secrétaire général, délégué général puis vice-président.
Il occupe différents mandats au cours de son parcours politique, dont ceux de député de 1986 à 1988 et de député européen de 2014 à 2024.

## Biographie

### Origines et formation
Jean-François Jalkh naît le 23 mai 1957 à Tournan-en-Brie dans une famille d'origine libanaise.
Il suit des études de droit à l'université Paris-II ; il est titulaire d'une maîtrise en droit (1980)[réf. souhaitée].

### Carrière dans la presse
Jean-François Jalkh est journaliste à National-Hebdo sous le pseudonyme « Philippe Chevalier » à partir de 1984.
Il travaille alors avec Roland Gaucher et prend en charge la rubrique « Les Envahisseurs », consacrée à l'immigration.

### Parcours politique
Jean-François Jalkh adhère au Front national de la jeunesse (FNJ) en septembre 1974, « à une époque où [ce dernier est] structuré par des nationalistes révolutionnaires flirtant avec la mouvance néo-nazie », selon le journaliste Laurent de Boissieu.
Dissuadé par Jean-Pierre Stirbois de « travailler dans le privé », il devient membre du comité central du Front national et du bureau politique en 1981, et participe à la campagne de Dreux lors des élections municipales de 1983. Il sera également secrétaire national aux élections[Quand ?], membre de la commission nationale d’investitures depuis 1989 et membre de la commission de discipline et de conciliation[Quand ?],[réf. nécessaire].
Il est député de Seine-et-Marne et membre du groupe Front national – Rassemblement national (dont il est le benjamin) lors de la VIIIe législature de la Cinquième République française, en 1986. Le 2 avril 1986, il fait partie du bureau d'âge de l'Assemblée, en qualité de secrétaire de séance. Il sera le dernier des députés du groupe à exercer des fonctions de premier plan au sein du parti. Le 5 juin 1986, il soumet une proposition de loi « tendant à établir une préférence nationale en matière d’emploi ». Son mandat échoit en 1988.
Il est candidat en 39e position de la liste FN lors des élections européennes de 1989.
Il est conseiller régional d'Île-de-France de 1992 à 2010.
Il est tête de liste FN à Meaux lors des élections municipales de 1995 : il termine en troisième position (16,86 %), derrière Jean Lion (37 %) et Jean-François Copé (30,7 %).
Il est tête de liste FN à Melun lors des élections municipales de 2001 : il recueille plus de 15 % des voix, en baisse par rapport au résultat de 1995 (plus de 18 % pour le FN).
Candidat FN dans la troisième circonscription de Seine-et-Marne lors des élections législatives de 2002, il recueille 13,8 % des voix (quatrième position).
Le 21 mars 2010, tête de liste du FN dans le département des Vosges, il est élu conseiller régional de Lorraine, au sein duquel il préside dès lors le groupe FN.
À la suite de la démission de Louis Aliot, qui préfère quitter ses fonctions pour soutenir la candidature de Marine Le Pen à la tête du parti, il est nommé, le 2 mai 2010, secrétaire général du Front national afin de préparer le congrès de Tours au cours duquel Marine Le Pen et Bruno Gollnisch se disputent la succession de Jean-Marie Le Pen. À l'issue de ce congrès, il devient délégué général du Front national, un poste autrefois occupé par Bruno Mégret puis Bruno Gollnisch et qui a été supprimé en novembre 2007. Il a également été nommé membre du Bureau exécutif du Front national. 
Candidat aux élections législatives de 2012 dans la deuxième circonscription des Vosges, il arrive en troisième position, derrière le sortant UMP Gérard Cherpion et le socialiste Jack Lang. Avec 17,44 % des suffrages exprimés, soit 10,34 % des inscrits, Jean-François Jalkh ne se qualifie donc pas pour le second tour.
Le 12 juillet 2012, il est nommé vice-président du Front national chargé des élections et des contentieux électoraux ; la délégation générale est supprimée. En mars 2015, sa vice-présidence change de délégation pour les affaires juridiques. Il reste vice-président du parti jusqu'au congrès de 2018.
À l'issue des élections européennes de 2014, il est élu député européen dans la circonscription de l'Est en tant que troisième de la liste Front national qui recueille 28,98 % des suffrages. Au sein du Parlement européen, il est membre de la Commission de l'environnement, de la santé publique et de la sécurité alimentaire et de la Délégation pour les relations avec l'Afrique du Sud. Il est aussi membre suppléant de la Commission de la culture et de l'éducation et de la Délégation pour les relations avec le Japon.
À la suite de la création d'un parti politique européen (Mouvement pour l'Europe des nations et des libertés), il participe à la mise en place d'un groupe au Parlement européen (Europe des nations et des libertés, ENL), dont le FN est membre.
En l'absence de Marine Le Pen, il préside la réunion du bureau exécutif du FN aboutissant en 2015 à l'exclusion de Jean-Marie Le Pen.
Dans l'entre-deux-tours de l'élection présidentielle de 2017, Marine Le Pen, qualifiée pour le second tour, se met « en congé » de la présidence du FN, conduisant Jean-François Jalkh à prendre les rênes du parti par intérim, en tant que premier vice-président du parti, selon l'article 16 des statuts du FN,. Il se retire trois jours après devant la polémique suscitée par l'exhumation de propos supposés négationnistes ; il est remplacé par Steeve Briois.
À partir de 2018, il est délégué national du FN aux affaires juridiques.
Figurant en 13e position sur la liste du Rassemblement national, il est réelu au Parlement européen lors des élections européennes de 2019.
Il ne figure pas la liste du RN aux élections européennes de 2024 en raison de son état de santé.

## Affaires judiciaires

### Jeanne
En mai 2015, Jean-François Jalkh est mis en examen pour « escroqueries, abus de confiance et acceptation par un parti politique d'un financement provenant d'une personne morale ». Il est poursuivi en tant que secrétaire général de Jeanne, un micro-parti, dirigé par des personnalités proches de Marine Le Pen, qui fait lui-même l’objet d’une mise en examen en tant que personne morale. Il est le premier haut cadre du FN à être inquiété dans cette affaire.
Renvoyé en correctionnelle, il est jugé en novembre 2019. Dans le jugement rendu le 16 juin 2020, Jean-François Jalkh est condamné à deux ans de prison (dont dix-huit mois avec sursis) et à une peine d’inéligibilité de cinq ans, le tribunal ayant « considéré qu’il était « l’auteur du montage financier » et ne pouvait ignorer son « caractère fictif » ». Il doit, en outre — in solidum avec Frédéric Chatillon, le micro-parti Jeanne et « deux autres protagonistes » —, dédommager l'État de son préjudice, estimé à « quelque 860 000 euros ». Il dispose d'un délai de vingt jours pour interjeter appel,,.
Le parquet de Paris annonce faire appel de la décision visant le Front national. Lors de ce procès en appel en septembre et octobre 2022, le parquet général demande une amende de 500 000 euros à l’encontre du Rassemblement national et des peines de prison contre sept prévenus dont Wallerand de Saint-Just,. En mars 2023, le procès en appel confirme les condamnations en première instance. L'inéligibilité de Jean-François Jalkh est ramenée à trois ans, la peine de Wallerand de Saint-Just est assortie d'une peine d'inéligibilité de deux ans, et le RN est condamné à 250 000 euros d'amende.

### Assistants parlementaires européens
Il est également cité dans l'affaire de la politique d'embauche des assistants parlementaires de Jean-Marie Le Pen en novembre 2017. Ce dernier, alors député européen, aurait employé Jean-François Jalkh sans pour autant pouvoir prouver un quelconque travail d'assistance. Le Parlement européen obtient par voie de justice le remboursement par Jean-Marie Le Pen de 320 000 € sous la forme de saisies sur ses indemnités de député européen.
Victime d'un accident vasculaire cérébral, il est paralysé et ne peut plus parler, ce qui l'empêche d'être jugé dans cette affaire.

## Prises de position
Jean-François Jalkh est proche dans les années 1980 de Jean-Pierre Stirbois, alors secrétaire général du FN, et de son aile « solidariste »,. Dans les années 2000, il est proche de Bruno Gollnisch. D'après le politologue Gilles Ivaldi, « il est l'un des rares lepénistes historiques avec Louis Aliot à avoir réussi la transition mariniste. Il bénéficie d'un profil très consensuel, pas clivant, contrairement à d'autres comme Florian Philippot ». Pour Romain Rosso, journaliste à L'Express, « il n'appartient à aucun clan et a toujours pris soin d'éviter les querelles de chapelle ».

## Controverses

### Participation à une commémoration de la mort du maréchal Pétain
En juillet 1991, il participe avec Jean-Marie Le Pen à la commémoration de la mort de Philippe Pétain à l'église Saint-Nicolas-du-Chardonnet.

### Accusations de négationnisme
Il aurait déclaré, en 2000, d'après des propos rapportés cinq ans plus tard dans Le Temps des savoirs, qu'il distingue parmi les négationnistes et les révisionnistes, d'une part les « gens détestables », et d'autre part « [un] négationniste ou [un] révisionniste sérieux » comme Robert Faurisson ; dans une phrase dont on ne sait si elle reflète sa pensée ou résume celle d’un autre, il conclut « sur l’utilisation d’un gaz, par exemple, qu’on appelle le Zykon B [sic], moi je considère que d’un point de vue technique, il est impossible […] je dis bien impossible de l’utiliser dans des […] exterminations de masse ». Dans le même temps, Jean-François Jalkh rejette l'étiquette de négationniste pour lui-même,. Il dément avoir tenu ces propos lorsqu'ils sont exhumés par Laurent de Boissieu à l'occasion de son accession à la présidence du FN par intérim ; selon Le Monde, Jean-François Jalkh n’avait pourtant jusqu'alors jamais nié avoir tenu ces propos. Le sénateur FN David Rachline indique que Jean-François Jalkh « a déposé une plainte parce que cette affaire est montée de toutes pièces ». La chercheuse Magali Boumaza, qui aurait recueilli ses propos, affirme en détenir la preuve,.

## Publications
- « Philippe Chevalier », Petit guide du Chirac dans tous ses états, Paris, National-Hebdo, coll. « Les Archives ouvertes de National-Hebdo » (no 2), 1984, 74 p. (EAN 2000059518349)
- Avec Jean-Pierre Stirbois, Dossier immigration, Paris, National-Hebdo, 1985
- Avec Jean-Yves Le Gallou, Être Français, cela se mérite, Paris, Albatros, 1987
- Sous la dir. de Bruno Mégret, avec Damien Bariller, Militer au Front : cycle du militant, Paris, Éditions nationales, 1991, 158 p. (BNF 3614975)

## Dans la fiction
Dans le roman de Frédéric Deslauriers, Les Deux-Cents jours de Marine Le Pen (2011), où Marine Le Pen gagne l’élection présidentielle de 2012, Jean-François Jalkh devient ministre chargé des Relations avec le Parlement.
Dans la bande dessinée uchronique de François Durpaire et Farid Boudjellal, La Présidente, où Marine Le Pen gagne l’élection présidentielle de 2017, Jean-François Jalkh devient ministre de l'Écologie et de la Protection animale.